# Ben 10: Alien Force (animatieserie)
Ben 10: Alien Force is een Amerikaanse animatieserie van Cartoon Network. De serie is een vervolg op de serie Ben 10 en is in première gegaan op 18 april 2008. De serie liep tot maart 2010 met een totaal van 46 afleveringen. Na stopzetting werd de serie opgevolgd door Ben 10: Ultimate Alien.
Sinds 21 september 2009 is Ben 10: Alien Force dagelijks te zien op Cartoon Network in Nederland en Vlaanderen, net zoals in andere delen van Europa, het Midden-Oosten en Afrika.

## Verhaal
De serie speelt zich 5 jaar na de originele serie af. De nu 15 jaar oude Ben Tennyson heeft in de afgelopen 5 jaar de Omnitrix nauwelijks nog gebruikt. Ben heeft op een of andere manier de Omnitrix af gedaan. Dan verdwijnt opeens Opa Max, en een nieuwe vijand genaamd de Highbreed blijkt hierachter te zitten. Ben en zijn nichtje Gwen moeten samenwerken met hun oude vijand Kevin 11 om Opa Max te redden en Highbreed plus hun handlangers, de DNAliens, een halt toe te roepen.
Na twee seizoenen komt eindelijk een einde aan de strijd met de DNAliens. Het derde seizoen bevat een aantal losse verhalen waarin Ben, Gwen en Kevin de aarde of een andere planeet moeten beschermen. Ook duikt Vilgax in dit seizoen weer op.

## Personages
De belangrijkste personages in de serie zijn:
Ben Tennysonde protagonist uit de vorige serie, en nu de teamleider sinds opa Max is verdwenen. Hij heeft in de serie de beschikking over een nieuwe set aliens.
Gwen TennysonBens nichtje, en nu een volleerd magiër en anodiet.
Kevin Ethan Levineen voormalige vijand van Ben. Hij voegt zich bij Ben en Gwen om zijn oude wandaden goed te maken.
Max Tennysonde opa van Ben en Gwen.
Julie YamataoBens vriendin.
Hoogbreedeen buitenaards ras, en de primaire antagonisten van de serie. Ze willen het universum ontdoen van alle “mindere levensvormen”.
Eeuwige Ridderseen organisatie die al sinds de middeleeuwen bestaat. Ze houden zich bezig met allerlei duistere zaakjes, zoals handel in buitenaardse technologie.
DNAlienseen soort aliens die gele smurrie spuwt en onder leiding van de hoogbreed.

## Achtergrond
De serie droeg aanvankelijk als werktitel "Ben 10: Hero Generation". De serie introduceert een aantal nieuwe personages, waaronder nieuwe aliens voor de Omnitrix.
In tegenstelling tot Ben 10 heeft Alien Force minder een "schurk van de week"-formaat. De meeste bijpersonages komen in meer dan een aflevering voor, en de enige echte tegenstanders van Ben en co zijn de Highbreeds en de Forever Knights.

## Omnitrix
De Omnitrix functioneert in deze serie nog grotendeels hetzelfde als in de vorige serie, maar heeft een ander uiterlijk. Hij lijkt nu meer op een polshorloge. Ook is de Omnitrix gereset, waardoor Ben over een nieuw reeks Aliens beschikt.
In de serie blijkt de krachtbron van de Omnitrix op de planeet Primus te liggen. Hier is al het DNA opgeslagen van de aliens waar de Omnitrix zijn drager in kan veranderen.
In de laatste aflevering wordt de Omnitrix vernietigd, waarna Ben hem vervangt door de sterkere Ultimatrix.

## Spin-offs
- D3 Publisher heeft een Ben 10: Alien Force-videospel uitgebracht voor de Wii, PlayStation 2, Nintendo DS, en PSP.
- Een tweede spel getiteld Ben 10 Alien Force: Vilgax Attacks kwam uit in oktober 2009.
- Een film gebaseerd op de serie getiteld Ben 10: Alien Swarm kwam uit in november 2009.
- Lego heeft in Amerika ben 10 alien force in lego uitgebracht. Deze figuren zijn aliens uit de Omnitrix.